# IC 4329
IC 4329 је елиптична галаксија у сазвјежђу Кентаур која се налази на листи објеката дубоког неба у Индекс каталогу.
Деклинација објекта је - 30° 17' 46" а ректасцензија 13h 49m 5,3s. Привидна величина (магнитуда) објекта IC 4329 износи 11,1 а фотографска магнитуда 12,1. IC 4329 је још познат и под ознакама ESO 445-46, MCG -5-33-19, AM 1346-300, PGC 49025.